# Rio Cambo
O rio Cambo é um curso de água de Angola que nasce próximo de Catomba e deságua próximo a Tembo-Aluma, no rio Cuango. É um dos principais rios da província de Malanje. Faz parte da bacia do Congo.